# Кондратьев, Александр Андреевич
Александр Андреевич Кондра́тьев (24 августа 1947, Пенза — 18 сентября 2017, Белоруссия) — советский и российский государственный и политический деятель, предприниматель. Глава администрации Пензенской области в 1991—1993 годах.

## Карьера
В 1962—1964 гг. работал учеником токаря, затем токарем 1-го разряда на заводе «Пензмаш».
В 1969 году окончил Пензенский политехнический институт.
В 1969—1971 гг. — служил в армии; помощник начальника отдела в/ч 42699.
В 1971—1972 гг. — мастер, затем инженер завода «Пензмаш» в г. Пензе.
В 1972—1974 гг. — начальник производственно-технического отдела объединения «Рембыттехника» в г. Пензе.
В 1974—1979 гг. — заведующий отделом местной промышленности и бытового обслуживания населения Пензенского горисполкома.
В 1979—1986 гг. — директор производственного объединения «Пензаоблрембыттехника».
В 1986—1988 гг. — начальник Пензенского областного управления бытового обслуживания населения.
В 1988—1990 гг. — генеральный директор Пензенского территориального производственного объединения бытового обслуживания населения «Пензбыт» (в «Пензбыт» было преобразовано Управление бытового обслуживания населения Пензенского горисполкома). В 1990 году — председатель Ассоциации «Пензбыт».
Кондратьев нормальный человек был. У него стремления были хорошие, но навыков работы меньше. И взгляды были чисто такие — идеалистические, что ли. Он всё пытался сделать быстро — и на селе, и в промышленности. А время было не то, чтобы так быстро проводить реформы, чтобы перекроить всё. Да и окружение у него было не самое лучшее. Поэтому, когда состоялись всенародные выборы, он не прошёл. Главой администрации избрали Ковлягина.
С Кондратьевым работать было несложно. Он давал большую самостоятельность. Только желал быть в курсе всех дел. Чем мог, тем он, конечно, всегда помогал. Он, правда, не понимал в сельском хозяйстве, но и никогда не настаивал на своих неправильных решениях. Все это отдавалось на откуп специалистам, понимающим людям. Работали мы с ним нормально, но, ввиду тогдашней моральной ситуации, не все получалось. Все было, как в плохом стаде: люди кто куда разбежались. Я уже говорил про хозяйства. Их руководители тогда ухмылялись, а потом, годков через несколько, они очень стали об этом жалеть. Их всех вытурили новые владельцы, и пошли банкротства, растащиловка. Кондратьев был требовательным, но я бы не сказал, что это с какой-то дурью было связано. Не везде он был компетентен, но, насколько он мог, все вопросы тогда решал. Идеологически он был реформатором. В российском правительстве тогда были Шахрай и Чубайс. И Кондратьев был их категорическим сторонником. Но реформы не все хорошо шли. Люди были к ним морально не готовы. Это нужно было десятилетие, чтобы подготовить ситуацию, чтобы все шло по правильному пути. А так, махом, как Ельцин хотел….

## Глава администрации Пензенской области
24 октября 1991 года указом Президента РСФСР Бориса Ельцина № 154 «О главах администраций Вологодской, Оренбургской, Пензенской, Псковской, Ульяновской и Челябинской областей, Ставропольского и Хабаровского краев» был назначен главой администрации Пензенской области. Однако областным советом депутатов он так и не был утверждён в этой должности.
В октябре 1991 года команда Кондратьева приняла область в сложнейшей экономической ситуации: уже тогда шёл спад темпов производства практически по всем направлениям экономики территории. Выход, по мнению Кондратьева, был один — ускоренное осуществление радикальных изменений в экономике. На посту главы администрации региона Александр Кондратьев поддерживал фермерство, предпринимательство, экономические реформы.
5 февраля 1993 года в Пензе прошла 2-я сессия областного совета депутатов, на которой большинством голосов (119 против 72) депутаты отказали в согласовании кандидатуры Александра Кондратьева на пост главы администрации Пензенской области. Своё недоверие депутаты мотивировали тем, что Пензенская область оказалась в более худшем экономическом положении, нежели её соседи, что производство падает, поголовье снижается, смертность превышает рождаемость. Современники указывают также и на основную (официальную) причину несогласования — Александр Кондратьев был беспартийным.

Из воспоминаний А. А. Кондратьева: «Мы с моей командой работали не за страх, а за совесть, но мы опередили свое время. Психология у людей была такая: „Все вернется назад: и цены на продукты, и Советский Союз“. Но ничего вернуть уже было нельзя. В нашей работе было много случаев, когда нужно было решать именно „горящие“ вопросы. Например, пенсии. Едешь, выбиваешь эти деньги. Наличных денег не хватает. Договариваешься с Центробанком, машинами привозишь наличку, раздаешь — вроде понемногу недовольство затихает. А коллективы на заводах были огромные. Часовой завод — 12 000 работающих. Велозавод с радиозаводом — почти 18 000 работников. Дизельный, Пензмаш — по 5 000 — 6 000 человек. И везде задерживали зарплату. Приходилось выступать перед тысячами людей. И у всех — „власть виновата“. И действительно, мы были виноваты. А кто виноват, что им перестали платить? Им зарплата нужна, они кушать хотят. Я и мои заместители встречались с коллективами практически ежедневно. В принципе, это была революция. Особенно 1992 год, самый тяжелый. Инфляция выросла, как на дрожжах. Практически все в государстве стали нищие».— 

## Поражение навыборах 1993 года
11 апреля 1993 года на первых прямых выборах главы администрации Пензенской области непосредственно населением Александр Кондратьев не смог одержать победу, заняв лишь четвёртое место и набрав 2,6 % голосов избирателей (за него проголосовали 18 234 человека).
Победу на выборах одержал предшественник Кондратьева на посту главы исполнительной власти Пензенской области, депутат Верховного Совета Российской Федерации Анатолий Ковлягин, набравший 71,0 % голосов избирателей (за него проголосовали 505 490 человек).
Всего в выборах участвовали 9 кандидатов. В голосовании приняли участие 712 208 человек (62 % от общего числа граждан, внесенных в списки). Проигравшие кандидаты набрали от 0,5 % до 6,7 % голосов.
11 мая 1993 года указом Президента Российской Федерации Бориса Ельцина № 649 «О Кондратьеве А. А.» Александр Андреевич был освобожден от должности главы администрации Пензенской области в связи с истечением срока полномочий (в соответствии со статьёй 17, пунктом 2 КЗоТ Российской Федерации).

## После отставки
После отставки Александра Кондратьева прокурор Пензенской области В. Ф. Костяев направил представление о возбуждении в отношении него уголовного дела в связи с «злоупотреблениями служебным положением» в бытность главой администрации Пензенской области (Кондратьева, в частности, пытались обвинять в финансовых растратах во время заграничных командировок). Для возбуждения уголовного дела требовалось согласие областного Совета народных депутатов, депутатом которого на момент совершения «злоупотреблений» являлся и сам Кондратьев, имевший депутатскую неприкосновенность. 26 мая 1993 года XIV сессия областного Совета депутатов должна была рассматривать это представление прокурора, но в связи с тем, что Александр Кондратьев на момент проведения сессии находился в отделении реабилитации для лиц, перенесших инфаркт миокарда депутатами было принято решение вернуться к этому вопросу позже. Инфаркт у бывшего главы администрации Пензенской области произошёл в ночь с 14 на 15 апреля 1993 года после очередного допроса в стенах Управления Министерства безопасности Российской Федерации по Пензенской области, куда Кондратьев в нарушение закона был доставлен после задержания оперативной группой на одной из улиц города Пензы. В результате, Кондратьев был госпитализирован в Пензенскую городскую больницу № 6. Вскоре, как сочли следователи, из-за недостаточной серьёзности нарушений, уголовное дело было закрыто.
После отставки Александр Кондратьев ушёл в бизнес. Некоторое время возглавлял одну из небольших пензенских страховых компаний. В период с 1994 по 1996 годы являлся председателем Совета директоров «Пензкредитинвестбанка» (Пензенский кредитно-инвестиционный банк). С 1997 по 1998 год являлся председателем совета директоров ОАО «Пензенский элеватор». С 1998 по 2001 годы — директором по общим вопросам ОАО «Пензенский элеватор». С 2001 года — заместителем директора ООО «Старкон».
В 2000 году был одним из кандидатов на пост главы администрации (мэра) г. Пензы. Проиграл выборы, заняв третье место.
Жил в Пензе.

### Смерть и прощание
Скончался на 71-м году жизни 18 сентября 2017 года в Республике Беларусь, где проходил лечение, после тяжелой и продолжительной болезни.
В государственном некрологе, опубликованном 18 сентября 2017 года от имени губернатора Пензенской области Ивана Белозерцева, председателя Законодательного собрания Пензенской области Валерия Лидина, главного федерального инспектора по Пензенской области Дмитрия Каденкова, членов правительства Пензенской области, главы города Пензы Валерия Савельева и главы администрации города Пензы Виктора Кувайцева были выражены соболезнования «родным и близким первого главы областной администрации, советского и российского политического деятеля Александра Кондратьева». В тексте некролога также было отмечено, что «Александру Андреевичу судьбой был уготован непростой путь служения родному краю: в октябре 1991 года он принял управление регионом, который вместе со всей страной начал переживать тяжелую экономическую ситуацию. В начале 1990-х годов, когда начался спад темпов производства практически по всем направлениям, Александр Кондратьев должен был принимать непопулярные решения, искать новые пути развития территорий, инициировать реформы. Он стремился, несмотря на критику со стороны политических противников, развивать предпринимательство и фермерское движение, в которых видел будущее экономики». В некрологе подчеркивалось, что «имя Александра Кондратьева навечно вписано в историю Пензенской области».
Похоронен на Аллее славы Новозападного кладбища Пензы.

## Награды
- значок «Отличник бытового обслуживания населения» (1985).
- медаль ВДНХ (1985).
- Почётное звание «Заслуженный работник бытового обслуживания населения РСФСР» (1986).
- Памятный знак «За заслуги в развитии города Пензы» (2013)[10].